# Lista de membros titulares da Academia Brasileira de Ciências empossados em 1968
Esta lista contém os nomes dos membros titulares da Academia Brasileira de Ciências empossados em 1968.
| Imagem | Nome                   | Datas de nascimento e falecimento          | Local de nascimento | Área de especialização | Alma mater | Data de posse         | Conhecido por | Referências |
| ------ | ---------------------- | ------------------------------------------ | ------------------- | ---------------------- | ---------- | --------------------- | ------------- | ----------- |
|        | Antônio Brito da Cunha | 17 de junho de 1925 02 de dezembro de 2019 |                     | Ciências Biológicas    | USP        | 23 de janeiro de 1968 |               | [ 2 ] [ 3 ] |